# Charline Schwarz
Charline Schwarz (* 15. Januar 2001 in Nürnberg) ist eine deutsche Bogenschützin.

## Laufbahn
Bei den Europameisterschaften in Antalya 2021 gewann Schwarz in der Frauen-Recurve-Mannschaft mit Michelle Kroppen und Lisa Unruh die Silbermedaille. Im Finale unterlagen sie dabei der russischen Mannschaft mit 3:5 (51:52, 53:51, 52:54, 55:55), wobei es in der vierten Passe aus Sicht der Deutschen zu einer Fehlentscheidung der Kampfrichterin und damit zu keinem Stechen gekommen war.
Bei den Olympischen Sommerspielen 2020 in Tokio startete Schwarz ebenfalls mit Michelle Kroppen und Lisa Unruh im Mannschaftswettbewerb der Frauen. Auf einen 10. Platz in der Platzierungsrunde folgten in der Hauptrunde Siege gegen Taiwan und Mexiko. Nach einem 1:5 (54:54, 48:51, 52:57) im Halbfinale gegen die russische Mannschaft gewann die deutsche Mannschaft das Duell um die Bronzemedaille mit 5:1 (55:48, 53:51, 55:55) gegen die Mannschaft aus Belarus.
Bei den Europameisterschaften 2022 in München gewann Schwarz in der Mannschaft mit Michelle Kroppen und Katharina Bauer die Goldmedaille. Bei den Weltmeisterschaften 2023 in Berlin gewann Schwarz mit Michelle Kroppen und Katharina Bauer die Goldmedaille im Mannschaftswettbewerb.
Die Feuchterin trainiert und ist Mitglied bei den Bogenschützen Feucht e.V.